# 902 Probitas
902 Probitas је астероид главног астероидног појаса са средњом удаљеношћу од Сунца која износи 2,446 астрономских јединица (АЈ). 
Апсолутна магнитуда астероида је 12,3 а геометријски албедо 0,100.